# Arthur von Ramberg

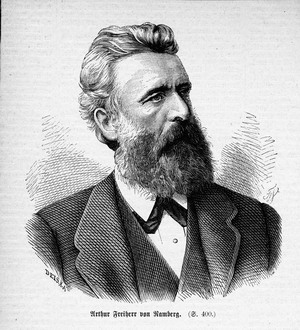
Arthur von Ramberg

Arthur Georg Ramberg (* 4. September 1819 in Wien; † 5. Februar 1875 in München), ab 1849 Freiherr von Ramberg, war ein österreichischer Maler und Zeichner.

## Familie
Ramberg war der Sohn des k.u.k. österreichischen Feldmarschallleutnants Georg von Ramberg. Vater Georg und seine Kinder wurden am 25. Juli 1849 mit Adelsbrief vom 22. Januar 1850 in Wien in den erblichen österreichischen Freiherrnstand erhoben.
Die Immatrikulation im Königreich Bayern bei der Freiherrnklasse erfolgte erst nach Arthur von Rambergs Tod (1875) am 29. November 1878 für dessen Witwe und Kinder.
Sein Bruder war der k.u.k. österreichische General Hermann Freiherr von Ramberg (1820–1899).
Sein Großonkel war der hannoversche Kunstmaler und Zeichner Johann Heinrich Ramberg (1763–1840), sein Neffe war der Marinemaler August von Ramberg (1866–1947).

## Leben

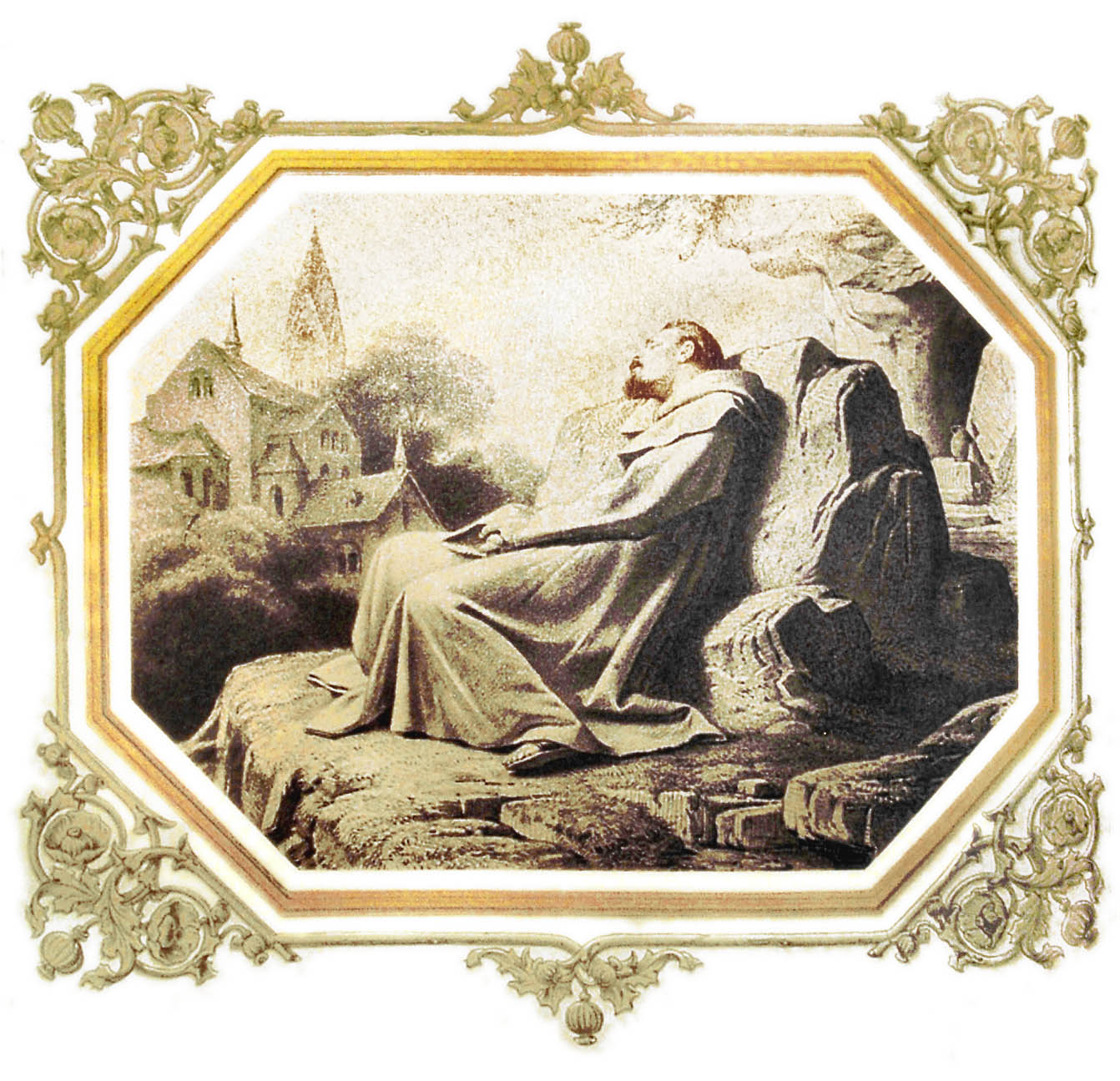
Ritter Toggenburg
Illustration

Ramberg lebte in seinen Jugendjahren wegen der dienstlichen Stellung seines Vaters in Italien, Deutschland und Ungarn. Ersten Zeichenunterricht erhielt er bei seinem Großonkel Johann Heinrich Ramberg in Hannover.
1840 ging er nach Prag, um an der Karls-Universität Prag das Fach Philosophie und daneben an der Kunstakademie Prag Malerei bei Franz Kadlik (Tkadlik 1786–1840) zu studieren. Anschließend wurde er in Dresden Schüler von Julius Hübner (1806–1882). Dort malte er unter anderem Die Zwergenhochzeit nach Goethe und Kaiser Heinrich I. im Kampf mit den Ungarn.
1849 zog Ramberg nach München und wirkte als vielbeachteter Genre- und Historienmaler. Als Lithograf machte er sich ebenso einen Namen wie als Zeichner für Kupferstiche und Holzschnitte.
Von 1860 bis Ende 1865 war er Professor (Figurenmalerei) an der neu gegründeten Großherzoglichen Kunstschule in Weimar. Im Frühjahr 1866 kehrte Ramberg nach München zurück und übernahm dort die Professur an der Münchner Kunstakademie. Er unterrichtete dort immer nur eine geringe Zahl von Schülern. Richtungsweisend war er besonders für den jungen Albert von Keller, mit dem er in freundschaftlicher Beziehung stand und auch sein Atelier teilte.
Arthur Ramberg starb 1875 im Alter von 55 Jahren in München.

## Grabstätte

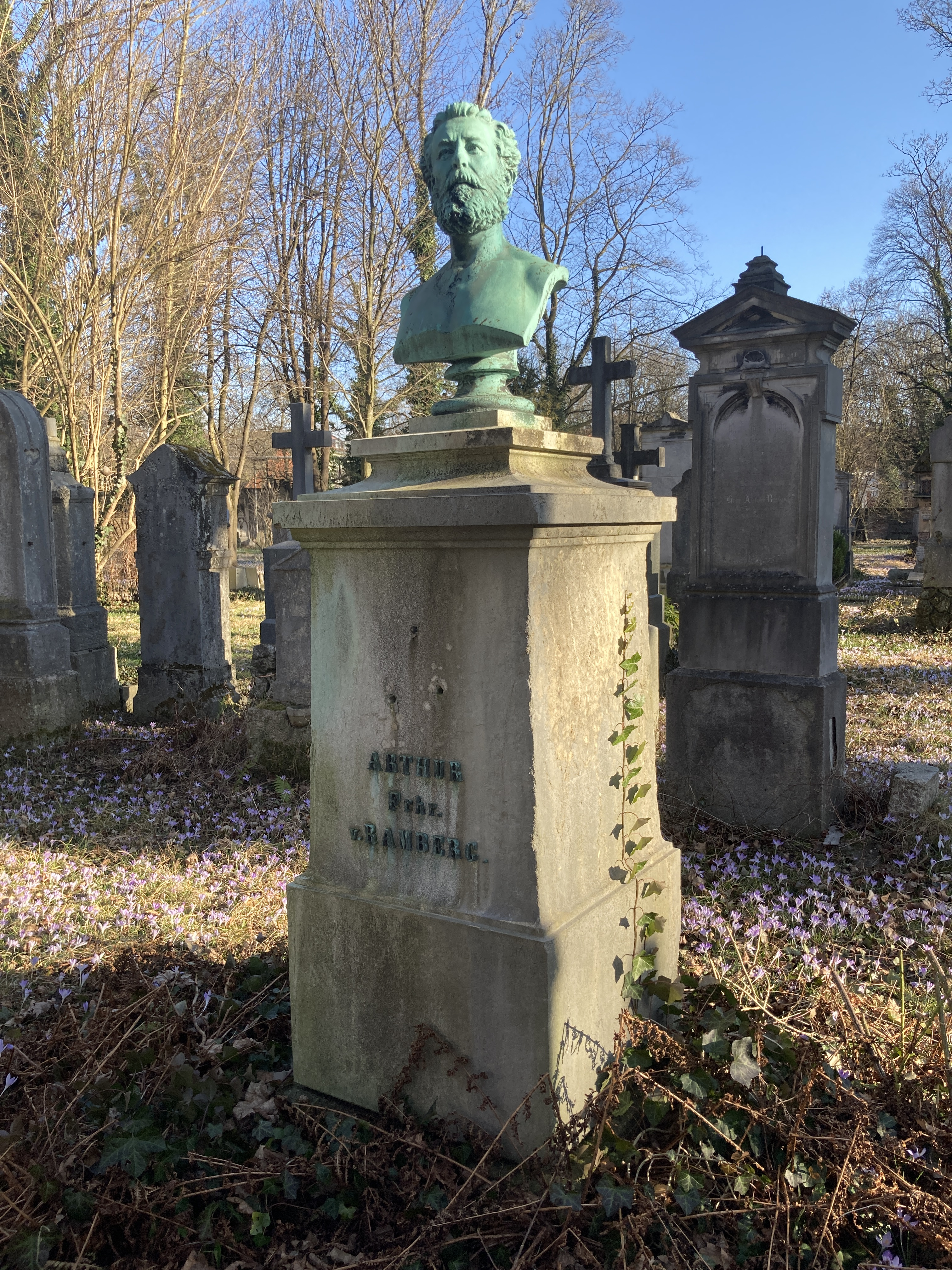
Grab von Arthur Ramberg auf dem Alten Südlichen Friedhof in München

Die Grabstätte von Arthur Ramberg befindet sich auf dem Alten Südlichen Friedhof in München (Gräberfeld 22 – Reihe 4 – Platz 5) Standort. Die Bronzebüste stammt gemäß Signatur auf der Rückseite der Büste  - J. Zumbusch, 1877 - vom Bildhauer Julius Zumbusch.

## Namensgeber für Straße
Nach Arthur Ramberg wurde 1876 in München im Stadtteil Universität (Stadtbezirk 3 – Maxvorstadt) die Rambergstraße benannt Standort.

## Werke

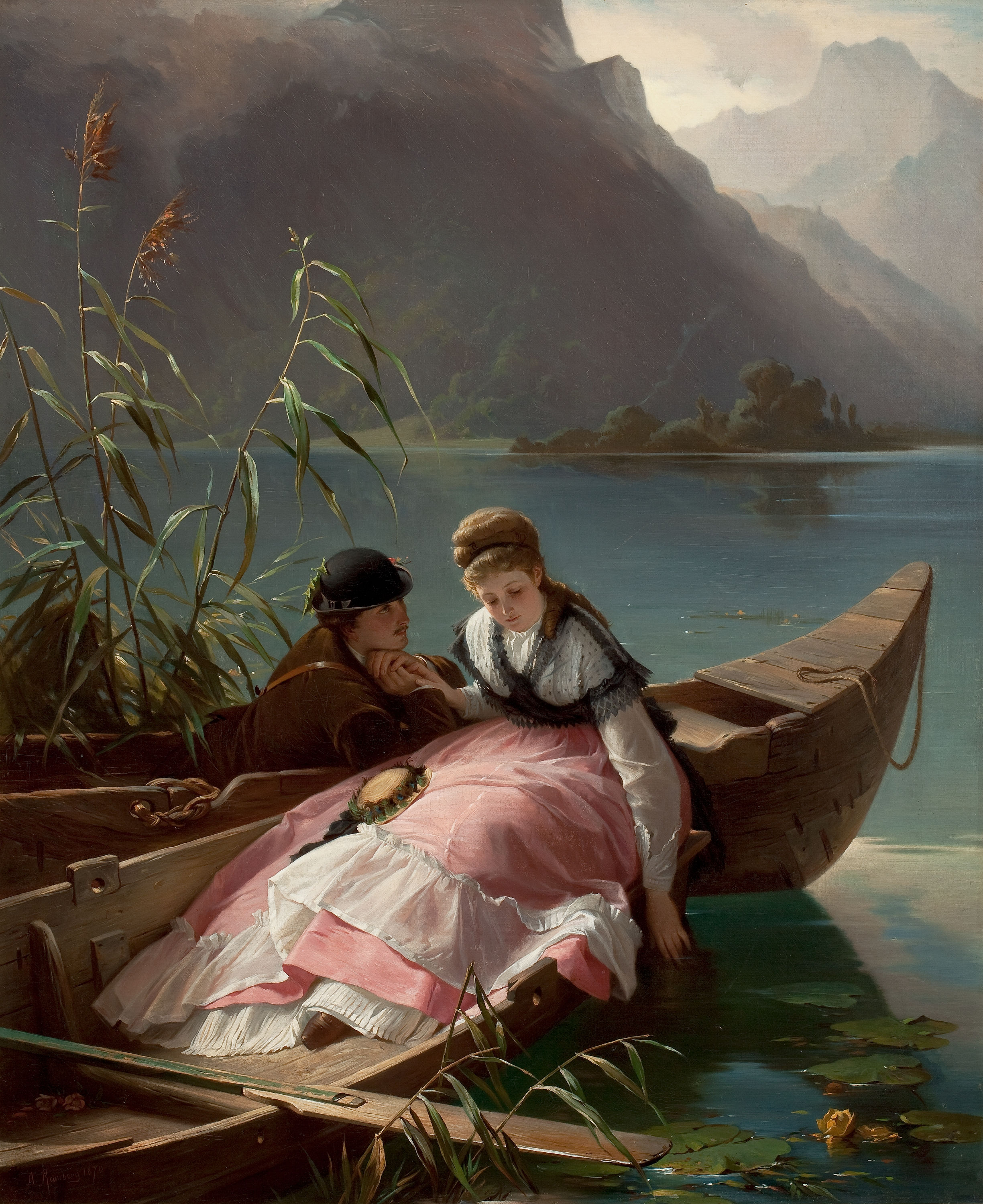
Rendezvous

Hier entstanden unter anderem Der Hofhalt Friedrichs II. in Palermo (im Maximilianeum), die Genrebilder: Begegnung auf dem See, Am Stickrahmen und Einladung zur Kahnfahrt und die Kompositionen zu Goethes „Hermann und Dorothea“ und Voß' „Luise“, welche durch die Zartheit und Vornehmheit der Darstellung großen Beifall fanden.
In den Lutherzimmern der Wartburg malte er einige Fresken und für die Großherzogin von Sachsen-Weimar das Märchen vom Froschkönig.
- Oberbayerische Lieder mit ihren Singweisen. Im Auftrage und mit Unterstützung seiner Majestät des Königs für das bayerische Gebirgsvolk gesammelt und herausgegeben von Fr.[anz] v.[on] Kobell. Mit Bildern von A.[rthur] v.[on] Ramberg. Zweite Auflage. München, 1871. Holzschnitt und Verlag von Braun & Schneider [die Erstauflage erschien 1860]

Gemeinsam mit Friedrich Pecht schuf von Ramberg Zeichnungen für die
- Schiller-Galerie Charaktere aus Schillers Werken. Gezeichnet von Friedrich Pecht und Arthur von Ramberg, Fünfzig Blätter in Stahlstich mit erläuterndem Texte von Friedrich Pecht F. A. Brockhaus, Leipzig 1859; online über Google-Bücher
- Goethe-Galerie. Charaktere aus Goethes Werken. Gezeichnet von Friedrich Pecht und Arthur von Ramberg Charaktere aus Goethes Werken, gezeichnet von Friedrich Pecht und Arthur von Ramberg, Fünfzig Blätter in Stahlstich mit erläuterndem Texte von Friedrich Pecht F. A. Brockhaus, Leipzig 1859

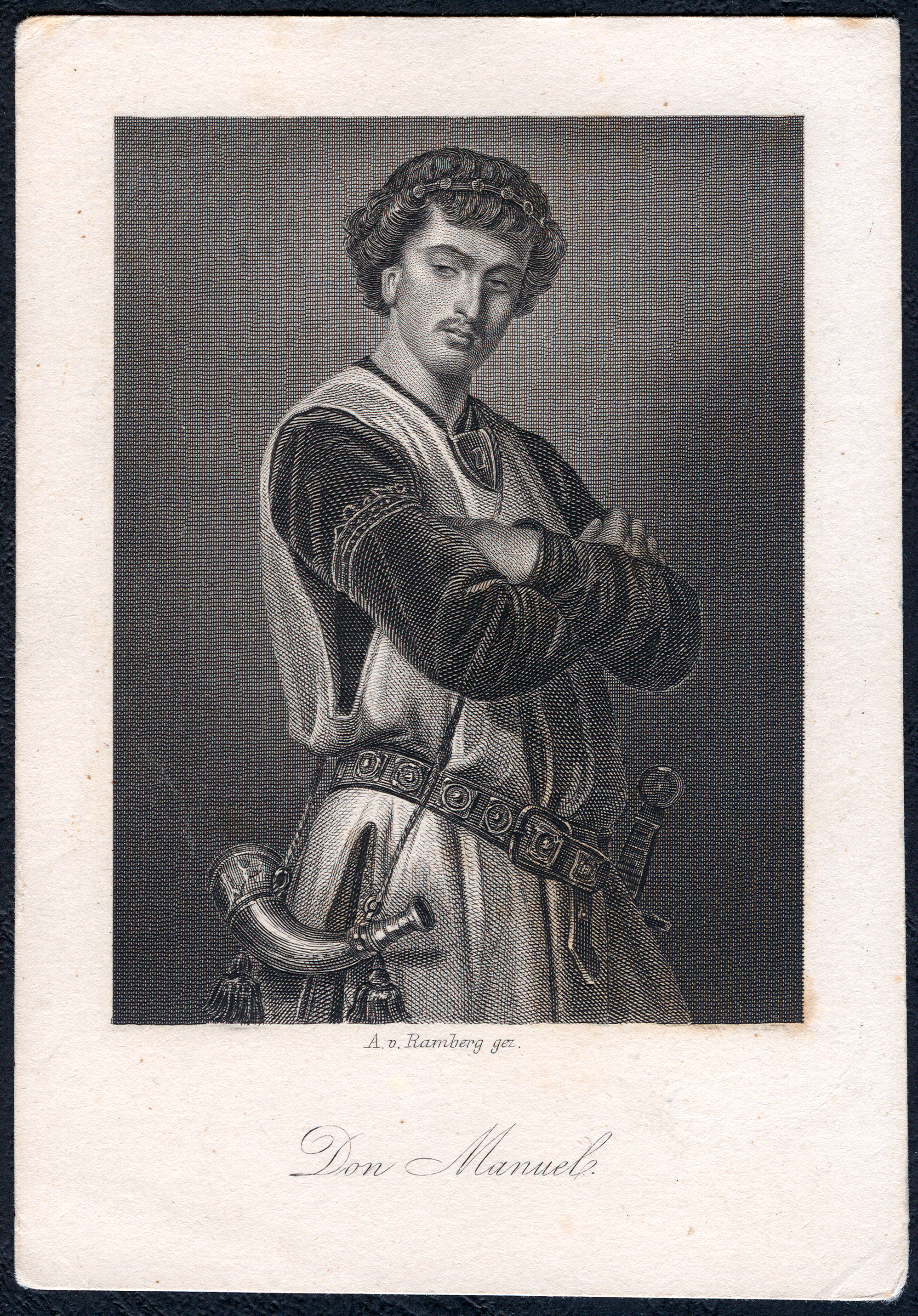
Don Manuel aus Die Braut von Messina
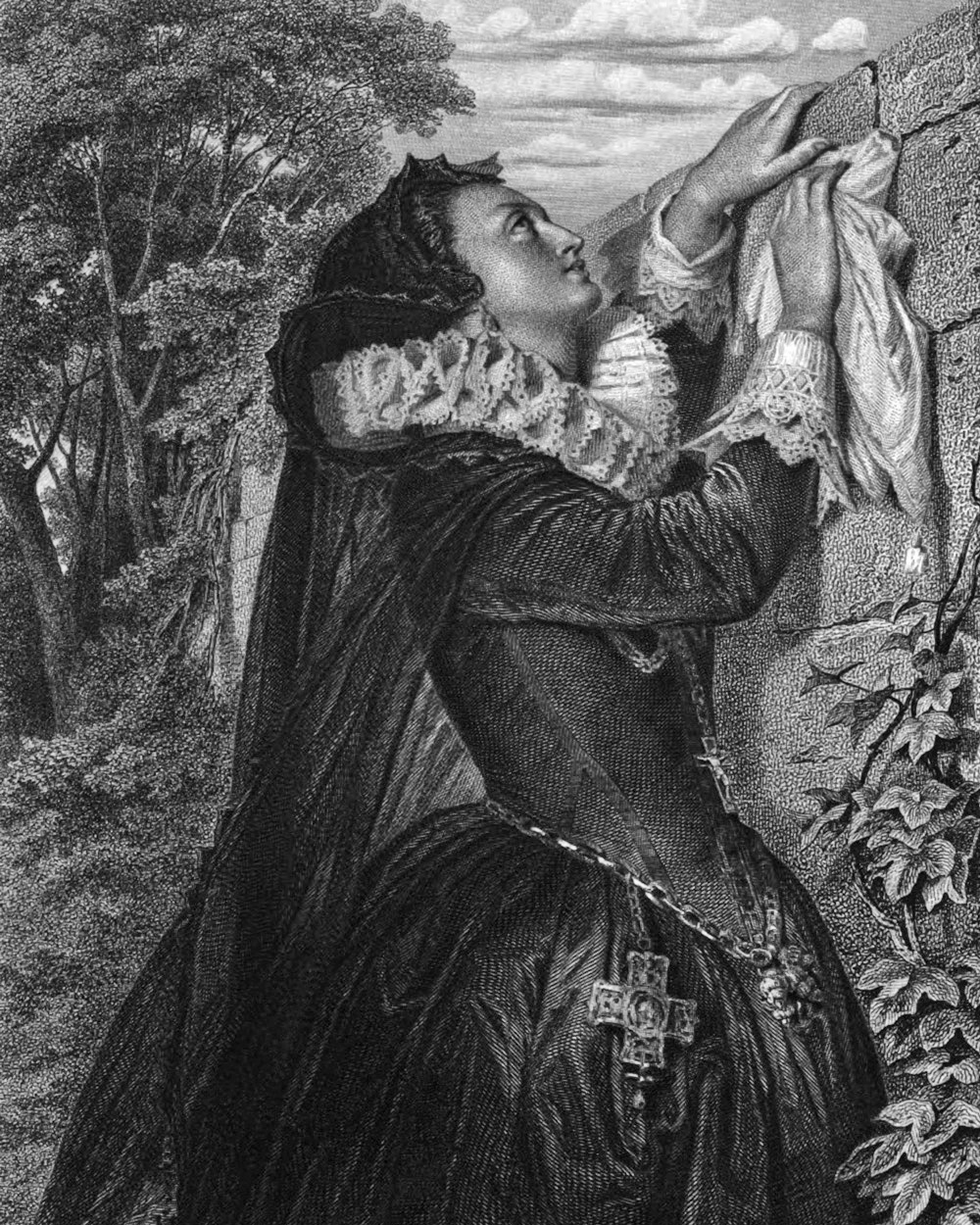
Maria Stuart aus Friedrich Schillers Drama Maria Stuart, als Stahlstich gestochen um 1859 nach einer Zeichnung von Arthur von Ramberg
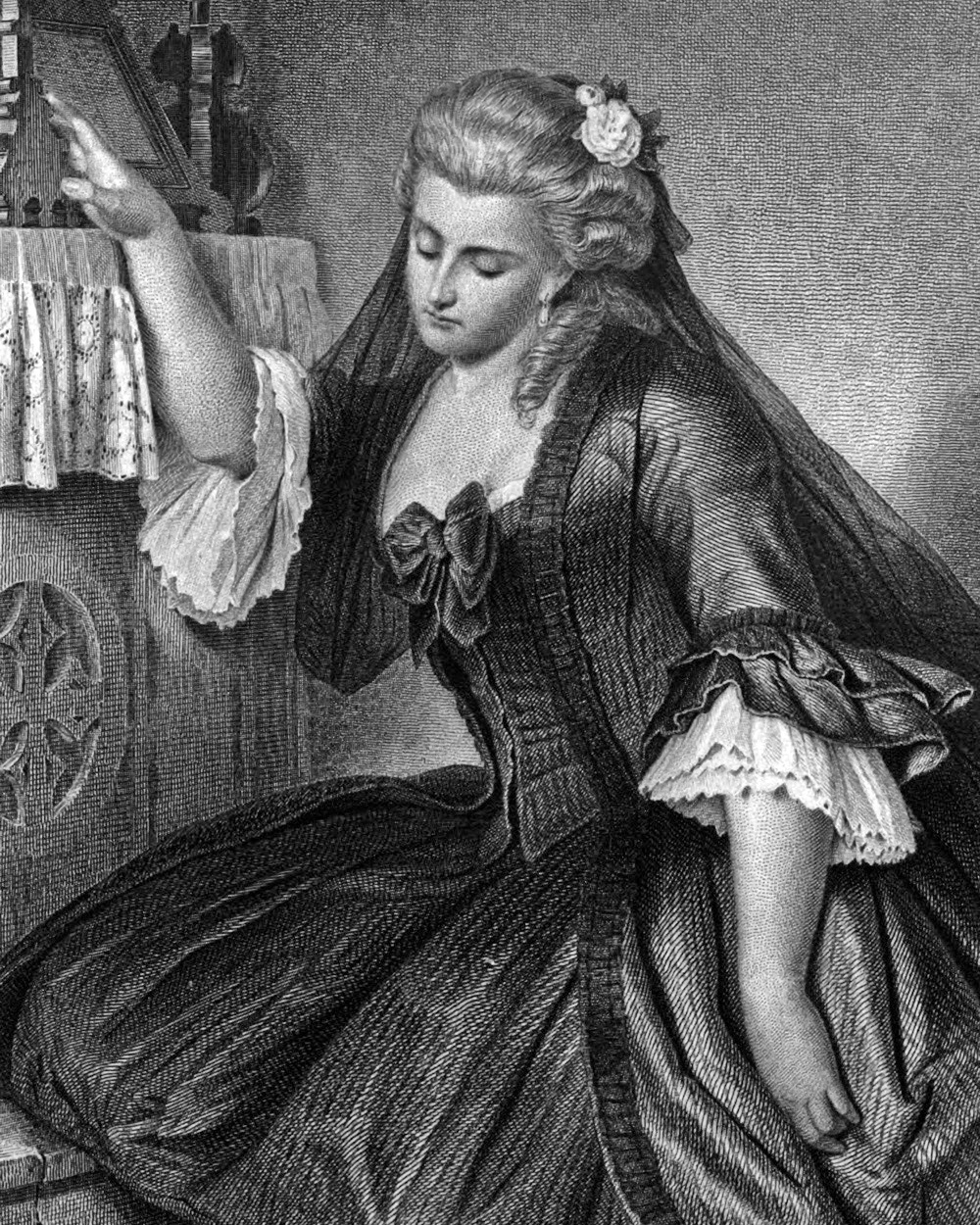
Die Griechin aus Friedrich Schillers Geisterseher, als Stahlstich gestochen um 1859 nach einer Zeichnung von Arthur von Ramberg
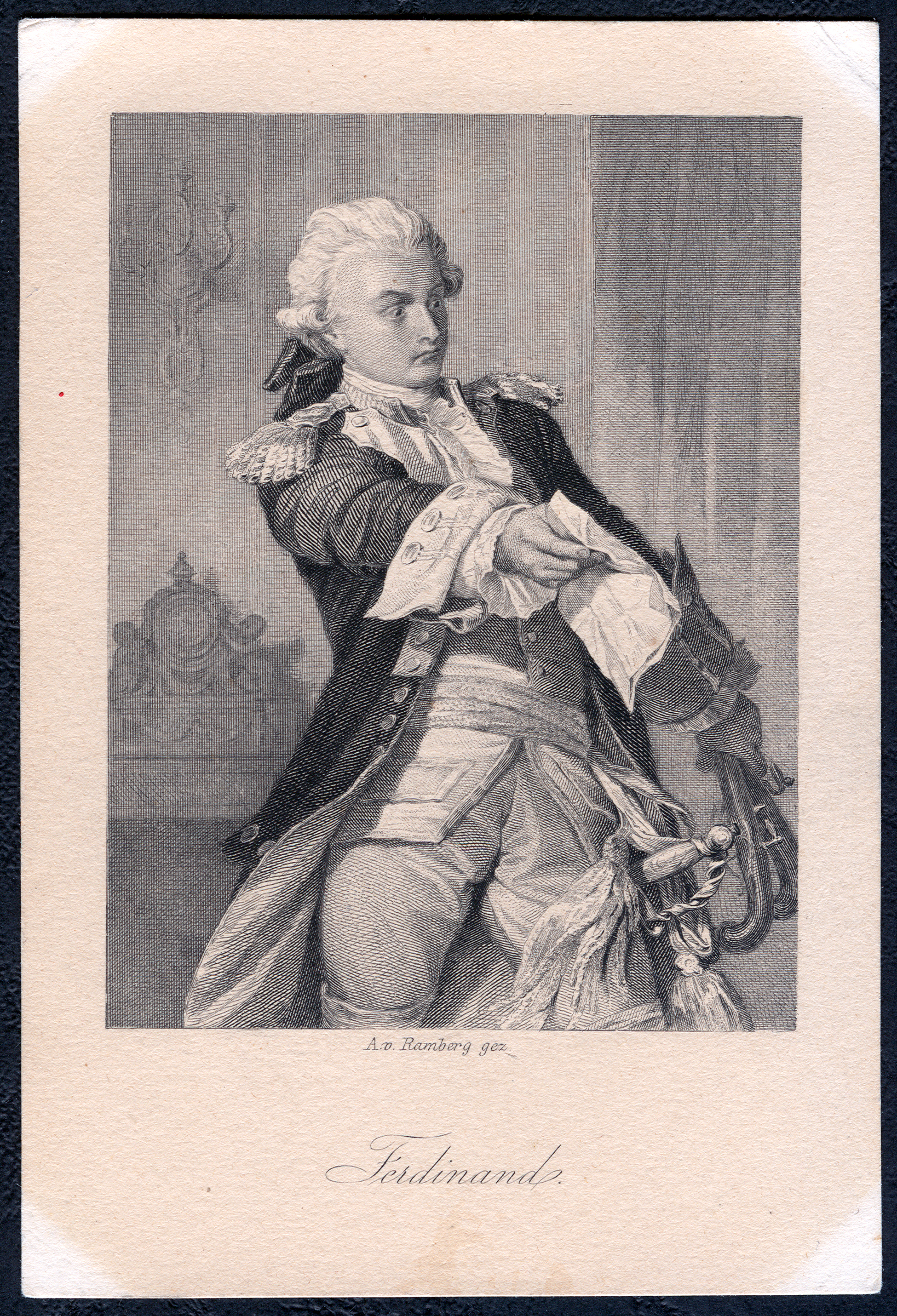
Ferdinand aus Kabale und Liebe, Schiller-Galerie
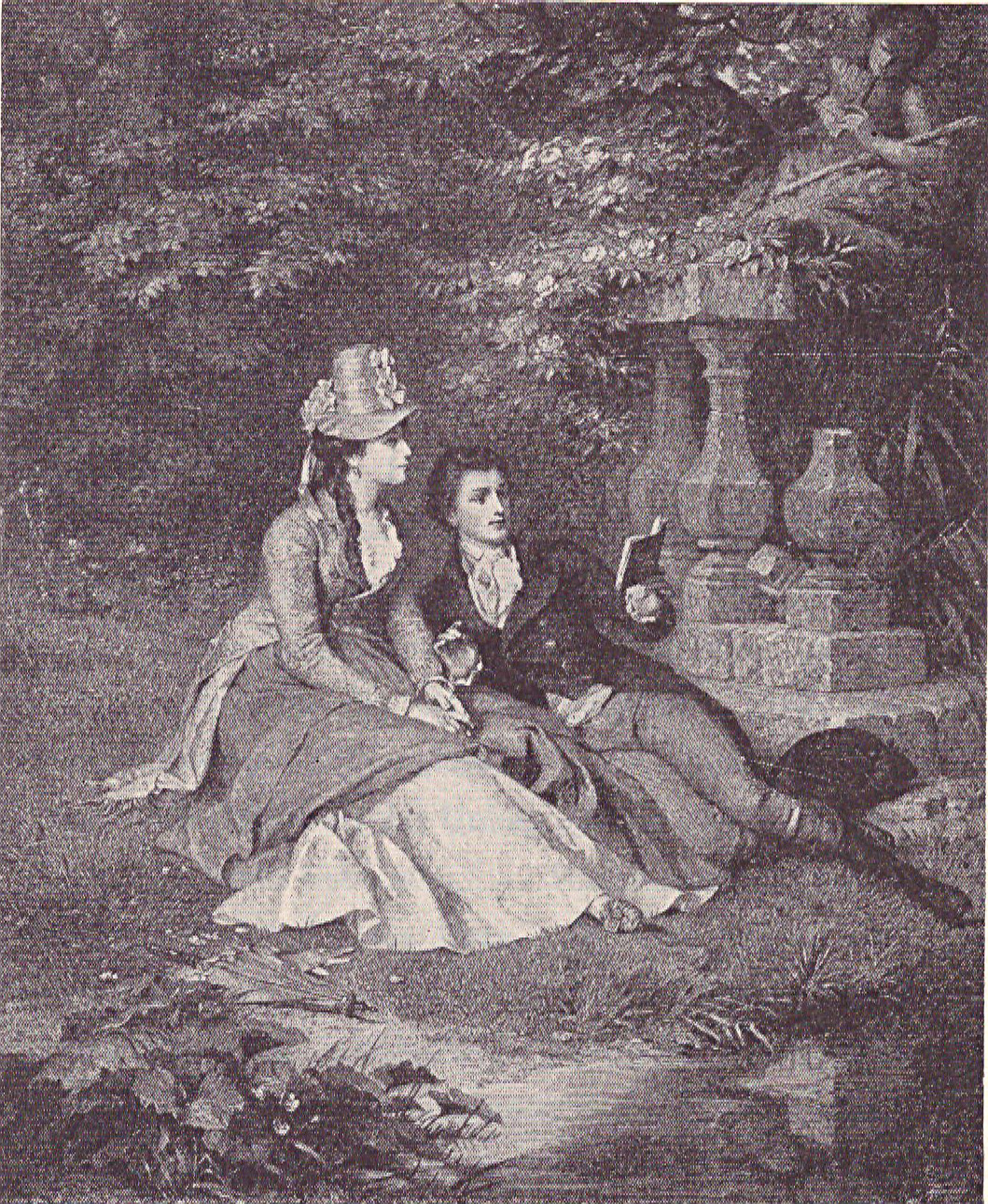
Caroline v. Linsingen und William Duke of Clarence im Park von Pyrmont. Holzschnitt nach einem Ölbild von Arthur v. Ramberg, dem Neffen des Hannoveraner Malers Johann Heinrich Ramberg (1763–1840), der das Adelsgeschlecht Linsingen kannte und den Entwurf zu diesem Gemälde gab